# Psi9 Aurigae
Título a ser usado para criar uma ligação interna é Psi9 Aurigae.
Psi9 Aurigae (Dolones,  Aurigae) é uma estrela na direção da constelação de Auriga. Possui uma ascensão reta de 06h 56m 32.06s e uma declinação de +46° 16′ 26.4″. Sua magnitude aparente é igual a 5.85. Considerando sua distância de 825 anos-luz em relação à Terra, sua magnitude absoluta é igual a −1.17. Pertence à classe espectral B8III.